# Lucien Fabre
Pour les articles homonymes, voir Fabre.
Cet article possède un paronyme, voir Lucien Favre.
Lucien Fabre, né le 14 février 1889 à Pampelonne dans le Tarn en France, et mort le 26 novembre 1952 à Paris 15e, est un industriel et écrivain français. Personnage marquant de la Troisième République, industriel, ingénieur et artiste, ami des poètes Paul Valéry et Léon-Paul Fargue, il est un homme d'affaires qui sillonne l'Europe d'avant-guerre, quittant un conseil d'administration pour rejoindre un salon de littérateurs. Il a l'image d'un amateur cultivé qui sait être un homme d'affaires et intervenir dans des domaines très variés qui vont de la science (théorie de la relativité) à la poésie en passant par le théâtre, le roman (prix Goncourt 1923), la théologie et l'ingénierie.

## Biographie
Lucien Siméon Fabre naît près de Carmaux dans le Ségala tarnais, de parents marchands drapiers. C'est à Carmaux qu'il rencontre Jean Jaurès qui lui obtient une bourse pour préparer l'École centrale dont il sort diplômé en 1913. Il garde toute sa vie des liens d’affection et de conviction avec les cercles socialistes - il adhérera à la SFIO en 1931. Il est incité par Léon Blum à être candidat de ce parti aux élections législatives de 1932 à Limoux face à Jean Bousgarbiès.

### Guerre de 1914-1918
Lucien Fabre est engagé volontaire pour cinq ans comme sous-lieutenant au 52e régiment d'artillerie (1909-1914). Grièvement blessé aux deux jambes dès les premières semaines à la bataille de la Marne (1914), il est cité à l'ordre de l'armée, décoré de la Croix de guerre avec palme de bronze et de la Légion d'honneur pour faits de guerre en 1915. Il est promu lieutenant et mis hors cadre en 1917 pour blessures de guerre, puis nommé officier honoraire en 1918. De 1916 à 1919, Lucien Fabre est chargé de missions pour le ministère de l'Armement (chef des travaux pour la construction de la poudrerie de Saint-Médard, des installations d'acide nitrique synthétique, des voies ferrées et organisation des tourbières du Finistère, organisation de la fabrication des pièces de moteurs d'avions dans les petits ateliers de France)[réf. souhaitée].

### 1920-1931: période productive
En 1919, il est administrateur de la Compagnie de chemins de fer Armoricains, puis entre comme secrétaire-général à la société Lorraine-Dietrich, fabricante de moteurs d'avions qui avait racheté les Chemins de fer Armoricains. C'est pour cette société qu'il part fonder en Roumanie en 1925 une société d'industrie aéronautique. Il conquiert l'amitié de la princesse Marthe Bibesco, dont le mari George-Valentin Bibesco était passionné d'aviation.
Cette période d'après guerre est une période prolifique pour la production littéraire et scientifique de Fabre. Il publie entre 1920 et 1931, des recueils de poèmes, des essais, des romans dont le premier Rabevel ou le Mal des ardents est couronné par le Prix Goncourt, et une des premières présentations en français de la théorie de la relativité restreinte et générale d'Einstein.
Après avoir également fondé en Roumanie une banque Fabre et Hassner, il rentre en France en 1930 à la suite d'événements politiques en Roumanie.

### Suite de sa carrière
L'activité industrielle ou littéraire de Fabre semble faible entre 1930 et 1940 et n'est pas connue avec précision. Il est promu officier de la Légion d'honneur en 1933.
En 1937, il devient président du conseil d'administration de Pathé-Cinéma, jusqu'à 1939 (il reste administrateur par la suite).
Pendant l'occupation, de 1940 à 1944, il est cadre dirigeant des établissements Multiplex à Carmaux, fondés par son frère André Fabre. Membre du Comité de la Société des gens de lettres, il en devient le vice-président en 1948. Lucien Fabre est promu commandeur de la Légion d'honneur et reçoit ses insignes le 18 mars 1952 des mains de Vincent Auriol, président de la République.
Il meurt à l'âge de 63 ans et est inhumé au cimetière du Père-Lachaise (88e division).

## Science et ingénierie

### Livre sur la théorie de la relativité d'Einstein

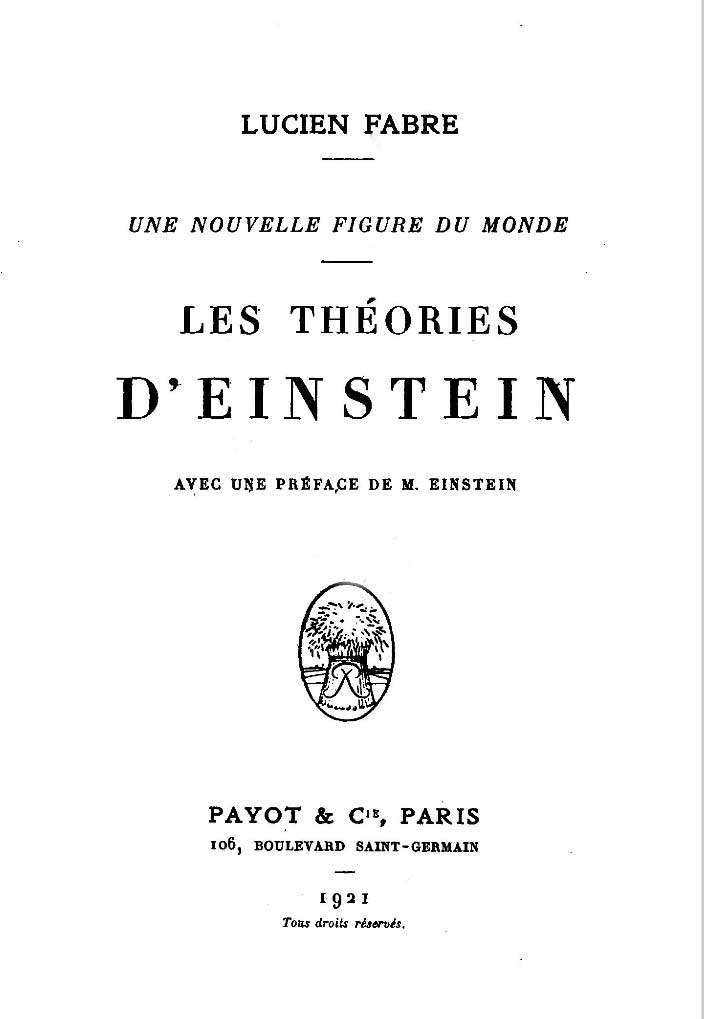
Première édition du livre de Lucien Fabre.

Lucien Fabre publie en 1921 un ouvrage de vulgarisation scientifique, intitulé Les Théories d'Einstein : Une nouvelle figure du monde. Ce livre, parmi les premiers en langue française sur la relativité, présente les découvertes du physicien.
L'ouvrage se veut accessible à un large public et comporte une large partie consacrée à l'histoire de l'idée de la relativité de Newton à Einstein. Cette partie est considérée comme assez remarquable et faisant preuve d'une grande érudition. Einstein lui-même juge ainsi cette partie « Ses explications sur l’œuvre de Newton, Faraday et de Maxwell sont admirablement réussies. L’auteur est un vrai enthousiaste rempli d’un sentiment vibrant pour la beauté scientifique ».
S'ensuit un exposé sur les principes logiques fondamentaux de la relativité, puis leur application à la relativité restreinte et générale. Pour finir, Fabre expose les expériences, les vérifications et également certaines critiques de la théorie, notamment celles du Suisse Édouard Guillaume et du Français Henri Varcollier, deux ingénieurs tout comme Lucien Fabre, ce qui aura une certaine importance dans l'histoire de cet ouvrage.

#### L'affaire de la préface d'Einstein
La première édition de 1921 paraît avec une « préface de Mr Einstein ». Lucien Fabre avait entretenu une correspondance avec Albert Einstein, par personnes interposées, afin de lui faire connaitre son projet de publier en français un ouvrage sur ses théories, et lui demander avis et conseils. Trois lettres en tout sont échangées d'avril à juillet 1920. Einstein accueille favorablement le projet et répond aux deux premières, mais la troisième qui lui demandait une préface pour son livre, reste sans réponse. Voici en quels termes Fabre demande la préface :

« Et, si vous voulez bien, quelques pages de vous définissant vos idées, votre but, le rôle que vous assignez à la science, la liaison que vous envisagez entre la mathématique et l’observation, l’importance que vous attribuez à votre œuvre acquise, la direction de vos recherches actuelles. Je les mettrai en préface à mon livre qui sera très lu, surtout dans les milieux très cultivés. Et il faut absolument que les Français vous connaissent et vous entendent »

En l'absence de réponse, Fabre prend unilatéralement la décision de publier en tant que préface des éléments de correspondance préalablement échangés. Il n'en informe Einstein que dans une lettre accompagnant un exemplaire de l'ouvrage déjà publié, le mettant devant le fait accompli.

« N’ayant pas reçu de réponse de vous au moment où je vous ai prié de me donner une préface [...] je me suis finalement résolu à reproduire purement et simplement la lettre que M.Oppenheim m’avait communiquée de votre part en effaçant les noms de Guillaume et Varcollier que vous citiez »

Il s'avère qu'Einstein a très mal pris cet état de fait. Selon Alexandre Moatti, les raisons tiennent au contexte politique et scientifique en Allemagne à l'époque, que Fabre ne pouvait que difficilement imaginer et anticiper. De son côté, il en était probablement resté sur une phrase qu'Einstein lui avait répondu, via Paul Oppenheim, dans la première réponse « Je n'ai pas d'objection à ce que M. Fabre utilise ce que j'enverrai, à vous ou à lui ».
Les raisons de la colère d'Einstein semblent être les suivantes. D'une part, une préface d'Einstein à un ouvrage mentionnant des critiques des ingénieurs Guillaume et Varcollier, non issues d'un milieu scientifique, pouvait donner l'impression au public qu'Einstein leur répondait et accordait une certaine importance à leur critique. Or Einstein, à la suite de polémiques en Allemagne concernant la relativité, où il s'était embourbé à répondre à des critiques non scientifiques, s'était juré de ne plus jamais répondre à ce genre de critiques.
D'autre part, la « préface » reprenait des éléments biographiques qu'Einstein avait communiqués à Fabre, se présentant comme un « israélite » (juif) et « pacifiste ». Ces éléments tombent à une époque où Einstein se voit également pris dans une polémique à la suite d'un article qu'il avait écrit le 27 août 1920 (en réponse au meeting du 20 août dirigé contre lui), où il écrit une phrase entre parenthèses restée célèbre : « (si j’étais nationaliste, avec ou sans croix gammée, et non pas juif de tendance libérale et internationaliste, alors) ». Cette passe d'armes conduit les amis d'Einstein à lui conseiller de ne pas mélanger science et politique, ce que fait — involontairement — la préface du livre de Fabre, avec une phrase qui rappelle l'article du 27 août.
Einstein demande donc instamment à l'éditeur de retirer la préface ; une seconde édition parait en 1921, expurgée de la préface où un Fabre amer écrit une phrase qui a pu lui être reprochée.

« M. Einstein a, en effet, renié ses déclarations dans la presse allemande. Je me hâte donc de les retrancher de cet ouvrage qui n’aura à connaître que de la figure purement scientifique du grand théoricien ; c’est la seule qu’on puisse considérer avec sérénité et même avec quelque sympathie »

### Inventions scientifiques
Dans le cadre de sa mission d'officier pendant la Première Guerre mondiale, on lui doit un certain nombre d'inventions scientifiques : 
- formules de tir d'artillerie adaptées à la guerre ;
- formes de résistance aux châteaux d'eau, appliquées aux constructions de l’État ;
- formes de stabilité pour construire sur la vase, appliquées par les services publics à l’entrepôt du port de Bordeaux ;
- formes de carène optima pour hydroglisseurs, adaptées par les ministères de la guerre français et alliés ;
- perfectionnement aux machines-outils, organes et moteurs d'avion ;
- gazogènes avec ou sans compresseur.

À l'exception du gazogène, Lucien Fabre a livré à l’État l’ensemble de ces inventions.

## Œuvres littéraires

### Poésie
Fabre commence sa carrière littéraire en 1920 avec la publication d'un recueil de poèmes Connaissance de la Déesse. Ce recueil reste remarqué par la préface de Paul Valéry, avec lequel Fabre entretenait des relations étroites et complexes à l'époque. Fabre était venu trouver Valéry en 1919 pour l'achat d'un manuscrit, et Valéry semble avoir été charmé par la grande culture générale du jeune ingénieur et par les discussions de physique et de mathématiques qu'il pouvait avoir avec lui. D'après Louis Aragon, qui s'est éloigné de Paul Valéry à la suite de cette affaire, Fabre a lourdement insisté auprès de Valéry, qui n'appréciait pas particulièrement les vers de Fabre, pour obtenir la préface, au point que celui-ci aurait qualifié Fabre d'« horrible emmerdeur » et de « poète de quatre-vingt-dixième ordre »,. Ayant été témoin de ces propos, Aragon fut stupéfait de constater l'existence d'une préface aussi louangeuse, et rapporta les propos de Valéry à Fabre, ce que Valéry ne pardonnera jamais à Aragon.
Cette préface est restée célèbre car elle contient la définition de Valéry du Symbolisme en poésie, une « poésie à l'état pur, isolée de toute autre essence qu'elle même », que Valéry semble appliquer à la poésie de Fabre.
Il est question de cette préface dans des lettres échangées entre Paul Valéry et André Fontainas, qui avait publié au Mercure de France un compte-rendu de Connaissance de la Déesse. Dans une lettre du le 22 juillet 1920, Fontainas s'indigne d'un courrier « d'une arrogance rare », dans lequel Fabre le « somme de refaire ou de compléter à son usage personnel la critique qu'[il a] faite publiquement, selon [sa] conscience ». Fontainas estime pourtant avoir fait preuve, dans sa critique, par considération pour Valéry, d'un « excès d'indulgence, envers un livre de vers où je n'ai trouvé qu'un talent d'amateur, plus intelligent sans doute que la plupart, mais dont tous les vers ne respirent que l'imitation essoufflée et gauche des vôtres, avec, en outre un insupportable plaquage de termes scientifiques qu[e Fabre]  n'a pas eu l'art de fondre dans l'ensemble du vocabulaire ». Il n'a « aucune foi dans l'avenir poétique de M. Fabre », etc..
Edmée de La Rochefoucauld, pour sa part, apprécie les vers de Fabre qu'elle qualifie de « véritable poète », « dernier de la lignée des grands poètes symbolistes ». Elle remarque particulièrement le poème Inconnue de la Seine, inspiré du fait divers éponyme, paru à titre posthume dans la Revue des Deux Mondes.
Fabre publie un autre recueil de poèmes, Vanikoro en 1923 dédié au navigateur La Pérouse, natif du Tarn comme Lucien Fabre, et inspiré par ses voyages et sa disparition sur l'île de Vanikoro. Selon le critique belge Paul Fierens, ces poèmes montrent « toute la mélancolie des grands païens, philosophes et poètes [..] Il est rare qu'une œuvre contemporaine et poétique fournisse prétexte à autant de réflexions ».

### Romans
Prix Goncourt 1923.

### Essais
- 1947 : Jean de Gaigneron, éditions de la Galerie Charpentier.
- 1948 : Jeanne d'Arc, un vol, éditions Tallandier. Couronné par l'Académie Française.

### Théâtre
- 1942 : Dieu est innocent, mise en scène Marcel Herrand, Théâtre des Mathurins.

## Publications
- 1920 : Connaissance de la déesse, préface de Paul Valéry. En frontispice, portrait de l'auteur par Édouard Vuillard gravé sur bois par G. Aubert, collection Une Œuvre, un Portrait, Gallimard (poésie).
- 1921 : Les Théories d'Einstein : une nouvelle figure du monde ; préface. de M. Einstein, description matérielle, Paris, Payot, 242 p. ; et nouvelle édition épurée, accrue de notes liminaires et de trois notes de MM. Guillaume, Brillouin et Sagnac sur leurs propres idées, Paris, Payot, 256 p.
- 1923 : Vanikoro. En frontispice, portrait de l'auteur par Foujita, collection Une Œuvre, un Portrait, Gallimard (poésie).
- 1923 : Rabevel ou le mal des ardents, trois volumes, collection blanche, Gallimard (roman). Ouvrage couronné par l'Académie Goncourt.
- 1924 : Bassesse de Venise, précédé de La Traversée de l'Europe en avion et de, Le légat. En frontispice, portrait de l'auteur par Man Ray gravé sur bois par G. Aubert, collection Une Œuvre, un Portrait, Gallimard (essai).
- 1925 : Le Tarramagnou, collection blanche, Gallimard (roman).
- 1925 : La démarche intellectuelle de Paul Valéry, Gallimard.
- 1926 : La science et les origines de l'homme, A La Lampe d'Aladdin.
- 1927 : Essai sur le génie de Copernic, Marcelle Lesage éditeur.
- 1928 : Georges Ravène. Défense de Venise', colloque avec M. Lucien Fabre, éditions Bossard.
- 1929 : Le Rire et les rieurs, collection blanche, Gallimard (essai).
- 1931 : Le Paradis des amants, collection blanche, Gallimard (roman).
- 1932 : La France travaille : Aux sources de l'énergie, Horizons de France.
- 1934 : La France travaille : Journaux, bibliothèques, laboratoires, Horizons de France.
- 1934 : :  Le Ciel de l'oiseleur, Gallimard (essai).
- 1945 : Tristan et Yseult, Nagel.
- 1946 : On vous interrogera sur l'amour, Domat.
- 1946 : Dieu est innocent, préface de Paul Valéry, Nagel (théâtre).
- 1948 : Jeanne d'Arc, réédition 1978, Tallandier  (ISBN 978-2235003421), édition club France-loisirs, 1998  (ISBN 978-2744119705). Ouvrage couronné par l'Académie française.
- 1950 : Mahaut, Hachette.
- 1951 : saint Augustin, Hachette.

### Diplôme
- 1910 : Ingénieur des Arts et manufactures (École centrale de Paris).

### Distinctions

#### Prix
- Académie française[15]
  - 1948 : Grand prix d'histoire - Jeanne d'Arc.
  - 1948 : Prix Georges-Dupau
  - 1952 : Prix Gustave Le Métais-Larivière
- Autre
  - 1923 : Prix Goncourt - Rabevel ou le Mal des ardents.

#### Décorations
- Croix de guerre 1914-1918, palme de bronze (1915).
- Commandeur de la Légion d'honneur (décret du 19 février 1952) ; Officier (décret du 13 juillet 1933) ; Chevalier (décret du 29 octobre 1915).

### Vie privée
Il est le père de Christine-Colombe Gallardo, professeur de lettres modernes en collège et lycée et auteur de romans. Elle a notamment écrit un livre sur son père : Lucien Fabre au miroir de son oeuvre.

#### Bases de données et dictionnaires
- Ressource relative au spectacle :   - Les Archives du spectacle
- Ressource relative à la vie publique :   - base Léonore
- Notices dans des dictionnaires ou encyclopédies généralistes :   - Enciclopedia De Agostini
  - Store norske leksikon
  - Treccani
- Notices d'autorité :   - VIAF
  - ISNI
  - BnF (données)
  - IdRef
  - LCCN
  - GND
  - Belgique
  - Pays-Bas
  - Pologne
  - Israël
  - NUKAT
  - Vatican
  - Tchéquie
  - Grèce